# Philesturnus
Philesturnus Geoffroy Saint-Hilaire, 1832 è un genere di uccelli passeriformi della famiglia Callaeidae.

## Etimologia
Il nome scientifico del genere, Philesturnus, è una parola macedonia dei generi Philemon e Sturnus: questi uccelli vengono conosciuti col nome comune di calleidi caruncolati o sellarossa (per la livrea), mentre il loro nome in māori è tieke (onomatopeico del richiamo).

## Descrizione

P. carunculatus.

Le due specie di sellarossa sono uccelli di taglia medio-piccola (25 cm), dall'aspetto molto simile a quello degli storni o dei merli indiani, con testa arrotondata, becco allungato forte e appuntito, forti zampe con artigli ben sviluppati, ali arrotondate e relativamente corte e coda lunga e dalla punta cuneiforme.
Il piumaggio è dominato dai toni del nero lucido: fanno eccezione l'area alla base della coda e (come intuibile dal nome comune) il dorso e le ali, che sono di color nocciola. Su ciascun lato della bocca, alla base del becco, è presente una caruncola pendula di colore rosso-arancio.

In ambedue le specie il dimorfismo sessuale è ben evidente, con femmine quasi interamente marroni e prive di caruncole.

## Distribuzione
Il genere è endemico della Nuova Zelanda, con una specie diffusa nell'Isola del Nord e l'altra nell'Isola del Sud: i sellarossa sono abitatori delle foreste primarie con abbondanza di vecchi alberi e sottobosco denso.

Attualmente ambedue le specie sono scomparse dal loro areale originario e sopravvivono allo stato selvatico solo in alcune isole-santuario dove i predatori introdotti sono stati debellati.

## Biologia

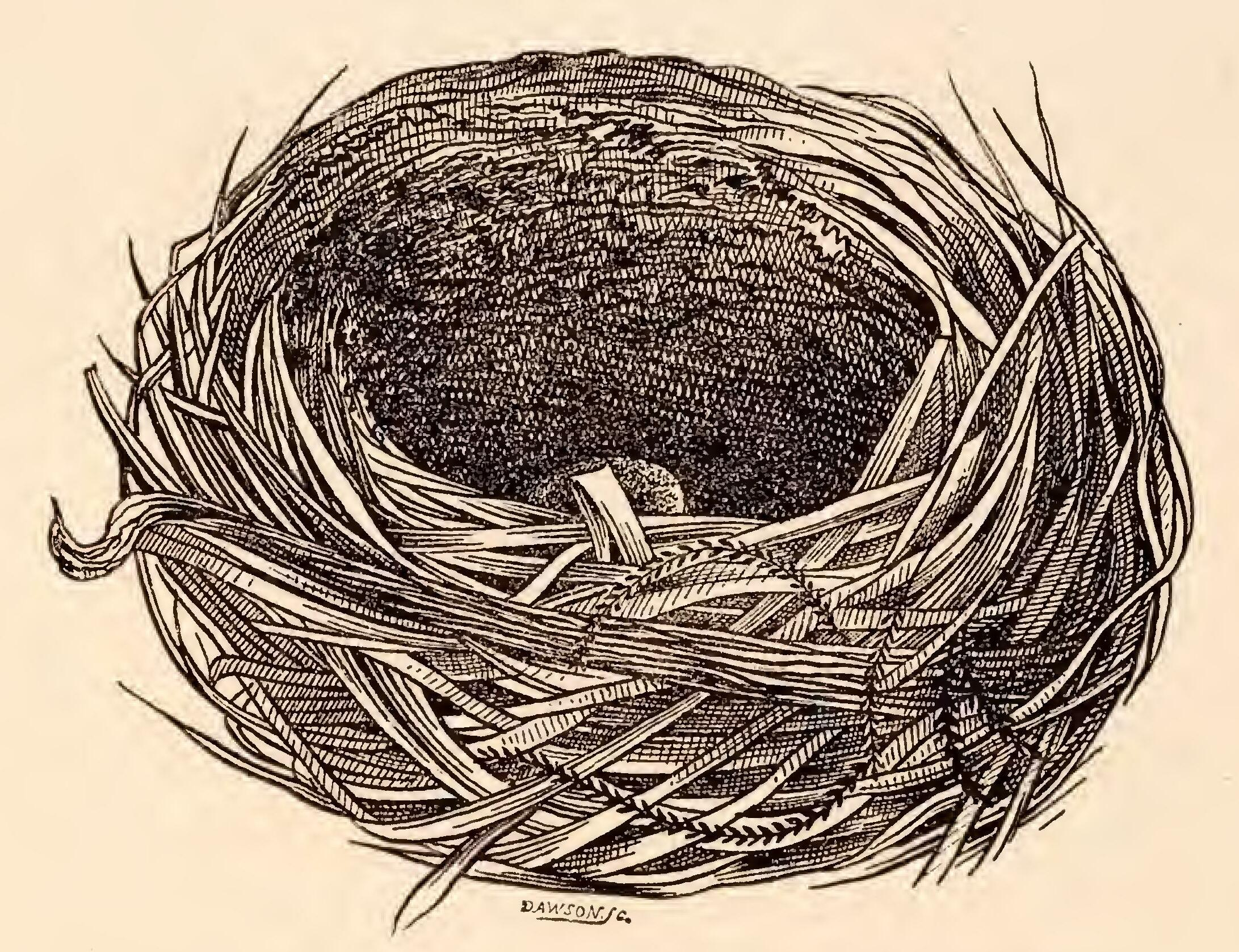
Illustrazione di nido.

Si tratta di uccelli diurni e territoriali, che (quando la loro consistenza numerica lo permetteva) tendono a vivere in stormi. Cattivi volatori, si muovono perlopiù al suolo o fra i cespugli, essendo però in grado di volare rumorosamente per brevi distanze e di raggiungere le cime degli alberi saltellando di ramo in ramo o aggrappandosi alla corteccia con le forti zampe unghiute.
La loro dieta è prevalentemente insettivora, componendosi di larve d'insetto reperite sollevando pezzi di corteccia col forte becco cuneiforme: questi uccelli mangiano inoltre anche bacche, frutta matura e nettare.
I sellarossa sono uccelli monogami: il nido è una coppa di fibre vegetali intrecciate a poca distanza dal suolo. La femmina cova le uova da sola, mentre i nidiacei vengono accuditi a lungo da ambedue i genitori, scendendo agevolmente al suolo e correndo e pigolando rumorosamente verso di essi per richiedere l'imbeccata.

## Tassonomia
Al genere vengono ascritte due specie:
- Philesturnus carunculatus (Gmelin, 1789) - sellarossa dell'Isola del Sud
- Philesturnus rufusater (Lesson, 1828) - calleide sellarossa dell'Isola del Nord

Quest'ultima in passato veniva considerata una sottospecie della prima col nome di P. c. rufusater, ma attualmente si preferisce considerare le due popolazioni come specie a sé stanti.

## Nella cultura di massa
I sellarossa occupano un posto di rilievo nel folklore Maori: sentire il loro verso è considerato di buon auspicio se esso proviene dalla destra, mentre porta sfortuna udire questi uccelli cantare alla propria sinistra.
L'origine della loro colorazione, inoltre, viene spiegata in una leggenda maori: questi uccelli, infatti, avrebbero rifiutato di portare l'acqua all'assetato Māui, esausto dopo la battaglia col sole, ed egli in preda all'ira li afferrò per la schiena, lasciando una bruciatura marrone sul piumaggio nero. L'acqua venne poi fornita all'eroe da un parente dei sellarossa, il kokako.